# Bergsjön
För andra betydelser, se Bergsjön (olika betydelser).

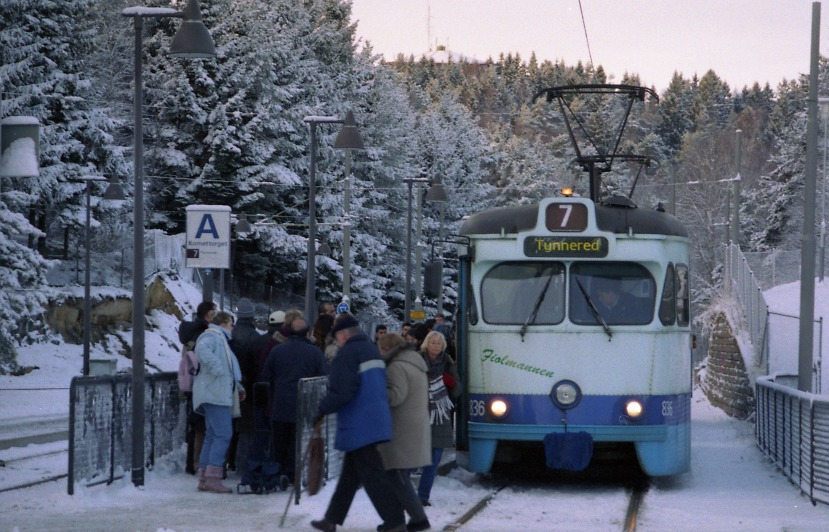
Spårvägens ändstation vid Komettorget.

Bergsjön är en stadsdel i Göteborg. Stadsdelen är uppdelad i primärområdena Västra Bergsjön och Östra Bergsjön med sammanlagt 16 421 invånare (2013), vilka ingår i stadsområde Nordost. Bergsjön ligger cirka 8 kilometer från centrala Göteborg och har en areal på 521 hektar.

## Historia

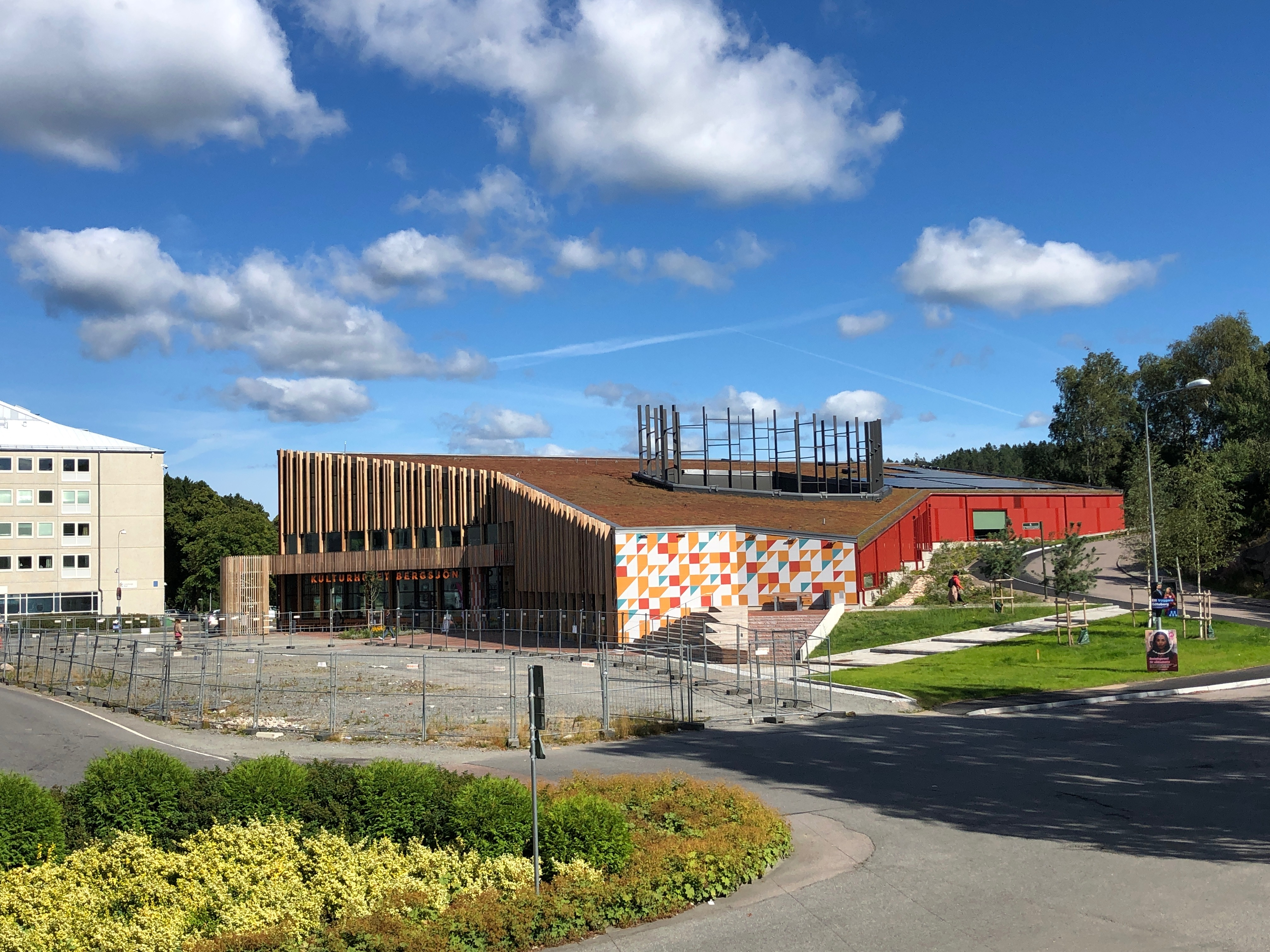
Bergsjöns kulturhus sett från Bergsjöns centrum

Området var befolkat redan för 4000 år sedan. Ett bevis är bland annat en 4000 år gammal hällkista. Äldre bebyggelse bestod av torp och gårdar. Förr i tiden betraktades området som utmarker till Utby. Bergsjön inkorporerades av Göteborgs Stad från Partille kommun 1928 och Angereds kommun 1930.
1962 presenterades en dispositionsplan för Bergsjön.
På 1970-talet var aktivitetstältet Allihopa som en samlingsplats på Rymdtorget. Området fick ett föreningsliv med Fritid Göteborg som drivande kraft. Under 1970-talet bildade bland annat assyriska invandrare en förening. De kommunala bostadsföretagen förändrade den arkitektur som byggts under 1960-talet med bland annat nya färger på husen. 1980 tillkom också kollektivhuset Stacken i det som tidigare varit kontor för Göteborgshem. Initiativtagare var Lars Ågren. Området präglades av tomma bostäder under 1970- och 1980-talen och fyravåningshus på Stjärnbildsgatan blev radhus, då de övre våningarna lyftes bort.
I början av 1990-talet inleddes en satsning på Bergsjön som en ekologisk stadsdel. Resultaten blev bland annat Galaxens stadslantgård, Ekohuset Bågskytten, Gärdsmossens våtmarkspark och Returhuset. I början av 2000-talet har flera moderniseringar skett i Bergsjön, bland annat genom renovering av Gärdsås Torg och spårvagnshållplatser.
Bergsjön är sedan 2015 enligt polisen ett ur brottssynpunkt problemområde som klassas som särskilt utsatt område.

## Gatunamn
De flesta gatunamn i Bergsjön anknyter till rymden och universum.

## Stadsplanering enligt SCAFT
Stadsdelen har planerats helt enligt de så kallade SCAFT-normerna (Stadsbyggnad, Chalmers, Arbetsgruppen för Trafiksäkerhet). En ringled för biltrafik omsluter hela området och återvändsgator matar biltrafiken därifrån in i stadsdelen, som ingenstans kan korsas med bil. Spårvägen har dragits fram mitt i området, till stor del genom bergtunnlar och all trafik är separerad.

## Bebyggelse

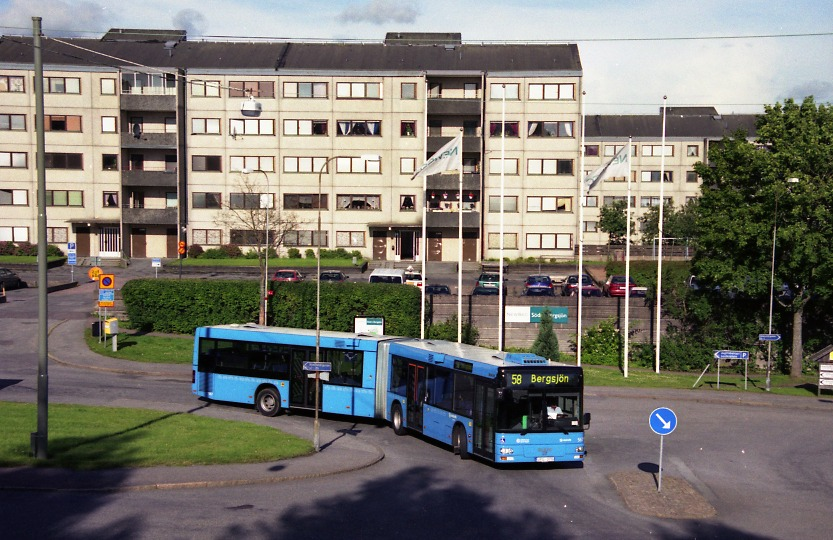
Bostadshus vid Atmosfärgatan.

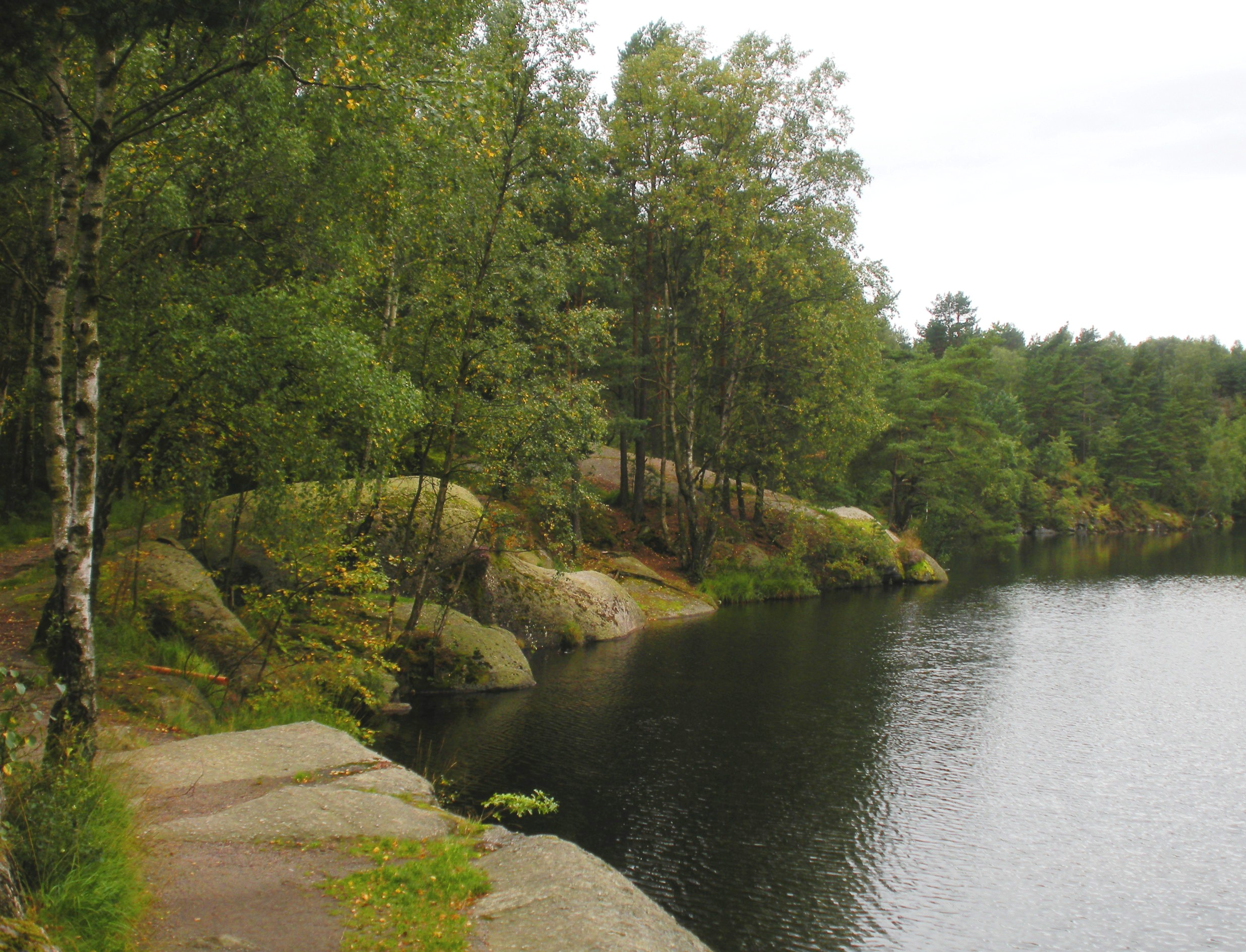
Sjön som gav stadsdelen Bergsjön dess namn.

Den östra delen uppfördes 1965–1968 med cirka 3 700 lägenheter i 3–8 våningars lamellhus. I den västra delen uppfördes 3 100 lägenheter fördelade på 3–8 våningars lamellhus, 8-våningars stjärnhus, radhus och villor.

### Fastighetsägare

#### Familjebostäder
Stadsdelens största fastighetsägare är det allmännyttiga Familjebostäder som äger bland annat de k-märkta husen vid Rymdtorget. Dessa hus fick utmärkelsen för sin ovanliga arkitektur. De uppfördes på 1970-talet och är därmed de yngsta byggnaderna i Sverige som blivit k-märkta.

#### Bostadsbolaget
Göteborgs stads bostadsaktiebolag, också allmännyttigt, uppförde i sin första etapp 555 hyreslägenheter, av 1 250 planerade, i sex lamellhus med gatuadresserna: Merkuriusgatan 1-73 och Tellusgatan 6-62. Husen fick mestadels 3-4 våningar, men i dalsänkorna upp till 8 våningar. Lägenheternas storlek varierade mellan 1 rum och kokvrå och 7 rum och kök, och mellan 42,2 och 134,7 kvadratmeter. Kallhyran uppgick till 300 kronor för de minsta och 883 kronor för de största lägenheterna. Arkitekter var Stig Hansson och Walter Kiessling. Inflyttning skedde från januari 1967 och under cirka ett år.
I etapp två vid Rymdtorget 1-5 ingick 200 lägenheter i 5 punkthus, och i etapp tre vid Rymdtorget 10-81 ingick 492 lägenheter i 12 lamellhus. De första lägenheterna blev inflyttningsklara på våren 1968. Lägenheternas storlek varierade mellan 2 rum och kokvrå och 5 rum och kök, och mellan 42,6 och 107,9 kvadratmeter. Kallhyran uppgick till 304 kronor för de minsta och 725 kronor för de största lägenheterna. Arkitekt för etapp ett var Sven Brolid, och för etapp tre Lennart Kvarnström.
Bostadshotellet vid Saturnusgatan 1-8, ritades av Nils Einar Eriksson Arkitektkontor och innehöll 424 möblerade smålägenheter samt 3 familjelägenheter för fastighetspersonal. Av de möblerade lägenheterna var 352 enkelrum med kokvrå och 72 dubbletter med kokvrå. 34 av dubbletterna var möblerade med vardagsrums- och sovrumsmöbler och var avsedda att uthyras till exempelvis nygifta, övriga enkelrum och dubbletter var tänkta för ensamstående. Storleken på lägenheterna varierade mellan 25,8 och 74,9 kvadratmeter. Beräknad totalhyra var från 358 till 736 kronor per månad. De första inflyttningarna skedde i december 1968.

#### Fastighetsägare i samverkan
Flera fastighetsägare inledde 2011 under namnet Bergsjön 2021 ett lokalt samarbete för utveckling av stadsdelen. Man kommer att verka för nybyggnation och investeringar i infrastrukturen samt för ökad trivsel och trygghet. Arbetet ska slutredovisas på en bomässa i Bergsjön 2021 i samband med stadens jubileumsfirande. I partnerskapet ingår Bygg Göta,  Familjebostäder, Nordin Fastigheter, Wallenstam, Västerstaden och Göteborgslokaler, som tillsammans äger omkring 50 procent av bostäderna i Bergsjön.

### Byggnader och områden i Bergsjön (urval)
| Bild | Artikelnamn                     | Typ                               | Kort beskrivning |
| ---- | ------------------------------- | --------------------------------- | --- |
|      | Bergsjöns kyrka                 | Kyrka                             | Stadsdelskyrka för Bergsjöns församling belägen vid Rymdtorget. Ritad av Bo Cederlöf och Gunnar Nilsson och invigd 1974.                                  |
|      | Gärdsås torg och Gallileis gata | Torg, bostadsområde och hållplats | Gärdsås torg är ett mindre torg, vars hållplats, Galileis Gata, är den första som spårvägen når i stadsdelen.                                             |
|      | Komettorget                     | Torg och ändhållplats             | Vid torget finns gles bebyggelse med en centrumbyggnad och odlingslotter.                                                                                 |
|      | Kvadrantgatan                   | Bostadsområde                     | Bostadsområde med 3- och 4-vånings elementhus som byggdes 1968 och övertogs 1984 av HSB.                                                                  |
|      | Merkuriusgatan och Tellusgatan  | Bostadsområde                     | Bostadsområde med trevåningshus i rött tegel som ägs av Familjebostäder i Göteborg. Arkitekt Hansson och Kiessling 1966.                                  |
|      | Radiolänktorn på Norrskensgatan | Landmärke                         | Synligt vida omkring är Telia Soneras radiolänktorn på Norrskensgatan, norr om Merkuriusgatan. Det ligger på kommunens mark och uppfördes omkring 1989.   |
|      | Rymdtorget                      | Torg och hållplats                | Bergsjöns största torg, som byggdes 1970. Det ritades av Sven Brolid Arkitektkontor AB. Byggdes om under åren 2000-2005 och kallas även Bergsjön Centrum. |
|      | Rymdtorget                      | Vårdcentral                       | Kontorshus som är placerat ovanför ett parkeringsdäck. Det ritades av Gert Wingårdh och byggdes 2016.                                                     |
|      | Siriusgatan                     | Bostadsområde                     | Högt beläget bostadsområde med skivhus som ägs av Familjebostäder i Göteborg. Upprustades 1992.                                                           |
|      | Stjärnbildsgatan                | Bostadsområde                     | Fyravåningshusen som blev radhus då de övre våningarna lyftes bort.                                                                                       |
|      | Teleskopgatan                   | Bostadsområde och hållplats       | Bostadsområde med åttavånings stjärnhus uppförda av Göteborgshem 1969, men nu bostadsrätter. Arkitekt Lars Ågren.                                         |

## Naturförhållanden och landmärken
Stadsdelen ligger högt och från vissa platser är det möjligt att se ön Vinga i Göteborgs hamninlopp. Söder om Bergsjövägen ligger själva Bergsjön som har givit namn åt stadsdelen. Något söder om sjön stupar bergen brant ned mot Utby. I sydvästra hörnet av stadsdelen, längst upp i Gärdsåsdalen finns den 130 meter höga Gärdsåstoppen även kallad Gärdsåskullen. Härifrån har man utsikt över både västra Bergsjön, Gärdsås och Kviberg. Den karakteristiska kullen syns även från centrala staden. Mellan Stratosfärgatan och Stjärnbildsgatan ligger stadsdelens vattentorn, ritat av arkitekt Jan Wallinder, ett av de sista stora i Göteborg och det stod klart 1966.

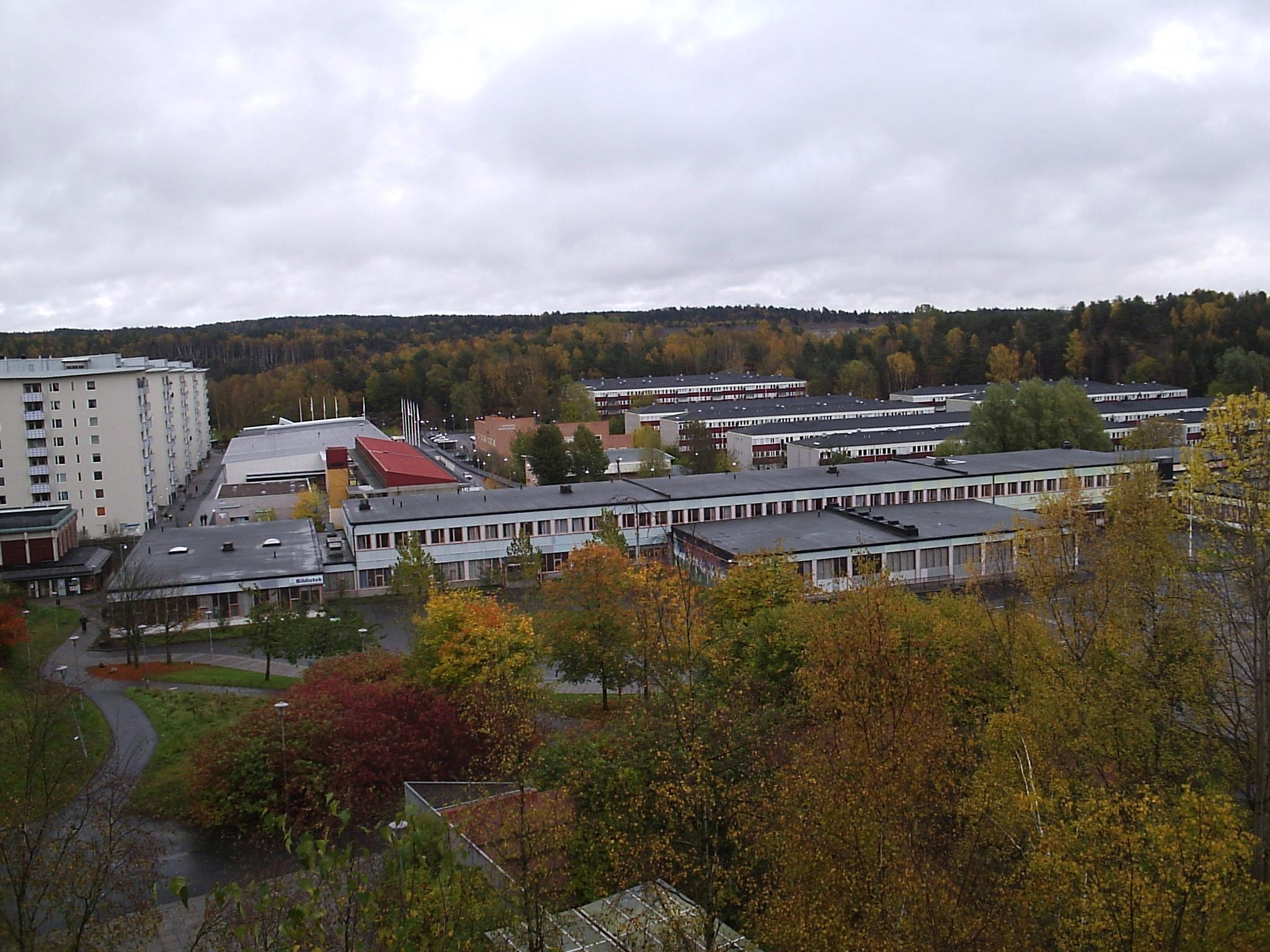
Rymdtorget i Bergsjön är stadsdelens centrum.

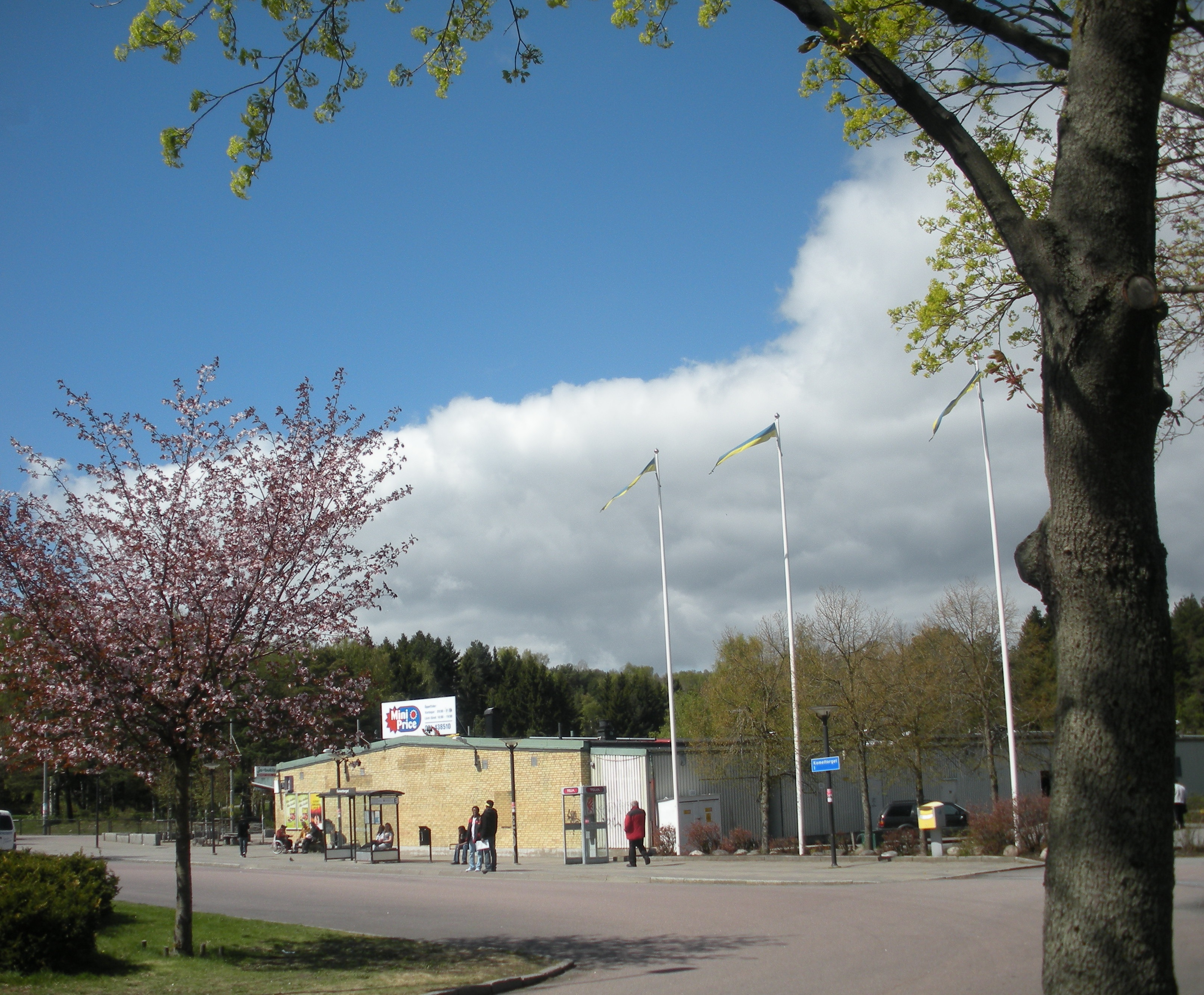
Komettorget finns på södra sidan av Bergsjön.

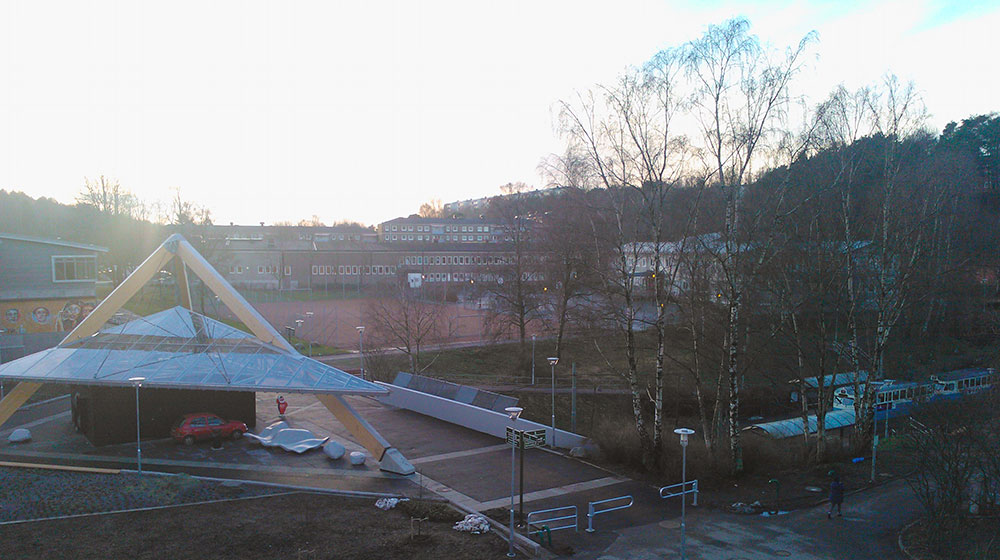
Teleskopgatans hållplats.
Upprustning invigd den 24 oktober 2013.

## Kollektivtrafik
Den 13 mars 1967 startade busslinje 55 Bellevue–Bergsjön. Innan dess hade boende inom Bergsjöområdet sedan den 13 januari haft fria taxiresor på samma sträcka..  Kollektivtrafiken består idag av spårvagn (linje 7 och 11) på egen banvall mot centrum och busslinjer, bland annat till Angered och Partille. Två av spårvägens stationer (Rymdtorget och Galileis Gata) hade ursprungligen rullbanor under tak. Dessa är dock borta sedan länge.

## Demografi
Området har en hög andel personer med utländsk bakgrund. År 2019 var det mellan 74,4 och 87,5 procent, om utländsk bakgrund definieras som född utomlands eller född i Sverige av två utländska föräldrar. Andelen för Göteborg som helhet var vid samma tidpunkt 37,0%. För mer detaljerad statistik, se Västra Bergsjön och Östra Bergsjön.

## Kriminalitet
Bergsjön klassas sedan 2015 av Polisen som ett särskilt utsatt område, vilket definieras som ett område där kriminella har en inverkan på lokalsamhället och situationen innebär att det är svårt eller nästintill omöjligt för polisen att fullfölja sitt uppdrag.

## Kända personer från Bergsjön
- Max Andersson, politiker (Partiet Vändpunkt), tidigare ledamot av Europaparlamentet
- Renzo Aneröd, författare
- Johan Büser, politiker (S) och riksdagsledamot
- Emma Green, höjdhoppare
- Kenneth Gustavsson, fotbollsspelare
- Eija Hetekivi Olsson, författare
- Evin Incir, politiker (S) och ledamot av Europaparlamentet
- Anna Johansson, politiker (S) och riksdagsledamot, tidigare infrastrukturminister och ordförande för Göteborgs arbetarekommun
- Leila K, född Laila El Khalifi, sångerska och musiker
- Meta Four, egentligen Zlatko Prangasevic, hiphopartist, konstnär och ungdomsarbetare
- Claes Månsson, skådespelare
- Ola Skinnarmo, äventyrare [18]
- Michael Skråmo, medlem av Islamiska staten
- Annika Strandhäll, politiker (S), riksdagsledamot, ordförande S-kvinnor, tidigare fackförbundsordförande Vision, socialminister,  socialförsäkringsminister och miljöminister
- Tony Sjöman, konstnär som började som graffitimålare, även känd som Rubin415

## Övrigt
- Drama-serien "Kniven i hjärtat" utspelar sig i Bergsjön.
- Carin Mannheimers tv-serie Tryggare kan ingen vara ... utspelar sig till stora delar på Teleskopgatan i Bergsjön.
- Nationalteatern har spelat in en låt som heter "Hon flytta ut till Bergsjön".